# Louis Gosselin (sculpteur)
 (octobre 2020).
 (octobre 2020).
Si vous disposez d'ouvrages ou d'articles de référence ou si vous connaissez des sites web de qualité traitant du thème abordé ici, merci de compléter l'article en donnant les références utiles à sa vérifiabilité et en les liant à la section « Notes et références ».
Pour les articles homonymes, voir Louis Gosselin et Gosselin.
Louis Gosselin, né en 1937 à Saint-Roch-de-Richelieu et mort le 25 mai 2020, est un sculpteur et céramiste québécois.
Il s'agit de l'un des premiers artistes québécois à faire carrière à l'international après Jean-Paul Riopelle. C'est Riopelle qui lui présente le  mécène et marchand d'art Aimé Maeght). 

## Biographie
Né à Saint-Roch sur le Richelieu, il grandit à la campagne dans une vieille maison « pleine d’escaliers et de greniers ». Tout l’intéresse dans la nature. C’est ainsi qu’il commence à dessiner. Il était voué d’une grande admiration envers son grand-père, qui savait faire toutes sortes de choses : des violons, des maisons, des machines, des plans, de la musique, des contes, des chaloupes, des moulins à scie… Débosseleur et carrossier, son père avait un sens particulier de la forme.

### Formation
Intellectuel, mais peu enclin aux études, Gosselin se tourne vers les métiers. Il est tour à tour électricien, tailleur, plombier, éleveur de chiens, photographe, tourneur, assembleur en usine, marin, puis scaphandrier dans l'Arctique et au Mexique, et plongeur dans les Îles de la Californie.
Il part vivre au Mexique en 1957, où il rencontre la femme de sa vie, une comédienne, Maria Krishna, qui le convainc de consacrer sa vie aux arts. 
De retour au Canada en 1964, il entre dans les ateliers d'art de Claude Théberge. Au bout de quelques années consacrées à la décoration d'édifices publics et religieux, il entre à l'atelier de Marc Dumas, où il retrouve un élève de Bernard Leach, son professeur de céramique, Paul Lajoie. 

### Carrière
En 1967, Gosselin déménage à Paris. Il se retrouve au milieu du monde du spectacle. Il devient alors créateur de décors, de masques, de costumes, de marionnettes et il occupe aussi des rôles de composition. Après avoir créé à Paris avec Maria Krishna et Jean Dudan les Ateliers d'Art du Marais, il part en tournée avec la troupe de l'Athanor, une tournée qui l'emmène jusqu'en Inde.
En 1970, il organise sa première exposition à la galerie Dion (Paris). En 1971, le Centre culturel canadien, lui propose d’organiser une exposition dans son enceinte (1971). C’est là qu’il rencontre Riopelle, qui à son tour lui permettra de faire la connaissance du mécène Aimé Maeght. Ainsi il découvre les ateliers de la Fondation Maeght, où il travaille et expose ses œuvres en 1975 à titre de résident.

## Accueil critique
L'historienne de l’art Hélène de Billy, qui a publié une biographie sur Riopelle en 1996, nous en apprend plus sur ce qu’il incarne pour le Québec : « Mais existe-t-il des héritiers de Riopelle parmi les jeunes peintres québécois ? Personne ne semble vraiment revendiquer cela dans les artistes contemporains, de dire de Billy. Mais lui-même a-t-il souhaité cela, ne serait-ce qu’en favorisant le travail d’autres artistes ou en utilisant ses entrées dans les milieux parisiens pour aider de jeunes créateurs ? Pas vraiment. Il y a bien l’artiste Louis Gosselin qu’il a introduit à la Galerie Maeght, mais c’est à peu près tout. Riopelle était extrêmement compétitif, même avec Borduas ou avec sa compagne Joan Mitchell ».

## Expositions
- 1970 : Galerie Dion, Paris
- 1971 : Centre culturel canadien, Paris.
- 1973 : Avec Jean-Paul Riopelle, Forum des Sarcelles, (France).

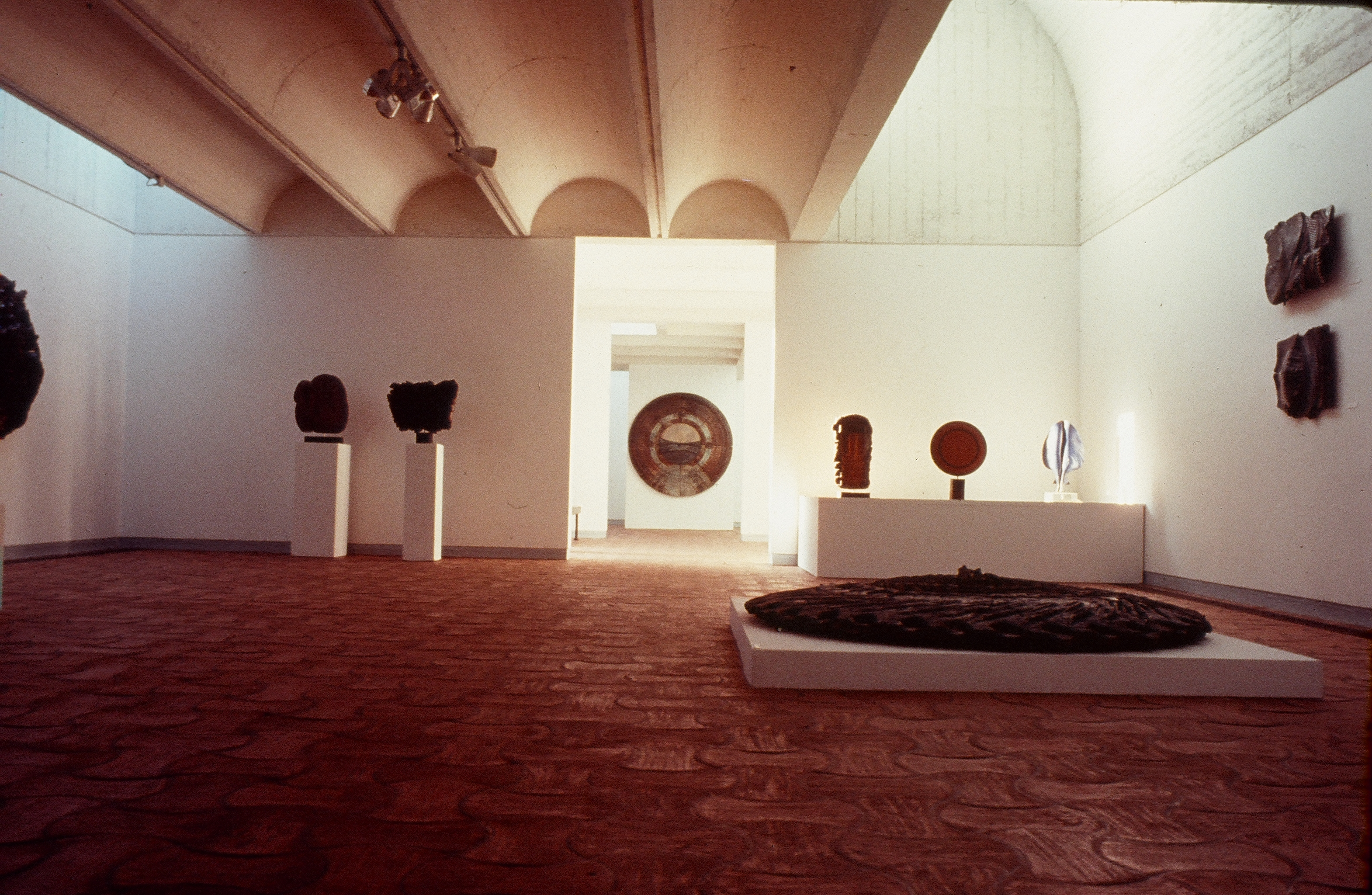

- 1975/1976 : Fondation Maeght, Saint-Paul-de-Vence, (France)[5].
- 1976 : Canada House, Londres, (Grande-Bretagne).
- 1976/1977 : Centre culturel canadien, Paris[6],[7],[8].
- 1978 : Canada House, Londres (Grande-Bretagne).
- 1978 : Université de Strathclyde, Glasgow (Grande-Bretagne).
- 1979 : Britton Hall Art College, Yorkshire (Grande Bretagne).
- 1981 : Galerie de l'Université du Québec à Montréal (Québec).
- 1981 : Exposition itinérante de la Manufacture de Porcelaine de Sèvres (France) au Canada et aux États-Unis.
- 1982 : Sculpteurs et céramistes du Québec, Galerie Poterie Bonsecours Montréal (Québec)
- 1983 : Exposition itinérante (Suède, Norvège, Finlande) avec la Manufacture de porcelaine de Sèvres.
- 1984 : Centre culturel canadien (Paris)
- 1992 : Instituto Allende GTO (Mexique)
- 1995 : Garth Clark Gallery, Los Angeles (U.S.A.)
- 1997 : Babcock Gallery, New York (U.S.A.)
- 1998 : Carnegie Museum of Art, Pittsburgh
- 1999 : Carl Solway Gallery, Cinicinati (U.S.A.)
- 2000 : Salon d'Automne International des Beaux-Arts de Montréal.
- 2003 : Hôtel de Ville, Tours (France)[9].